# Colonia Emiliano Zapata
Colonia Emiliano Zapata es una localidad del municipio de Santiago Ixcuintla, Nayarit; México.
Está localizada geográficamente en los 21º 49' 43" N y los 105º 13' 11" W; su altitud es de 20 m s. n. m.
Su población, durante el censo de 2000, fue de 1.559 habitantes.
Es un anexo del Ejido de Santiago Ixcuintla.
Es un gran productor de tabaco, sorgo, mango y frijol negro jamapa.
Produce también ganado bovino, caprino, ovino, porcino, equino y aves de corral.
Está a unos 2 km de la cabecera municipal Santiago Ixcuintla, se cree que en los próximos años será parte del conglomerado urbano.